# Никола Тахтунов
Никола Петров Тахтунов е български художник живописец, просветител и учител, неговите творби и архиви имат голяма художествена, културна и историческа значимост. С неговото име се свързва цялата история на художествения живот на гр. Добрич от началото на 20 век.

## Биография
Никола Тахтунов е роден на 17 февруари 1873 г. в Котел, там получава основното си образование, а след това посещава известната Априловска гимназия в Габрово и по-късно се дипломира във Видинската гимназия.
Заминава за Букурещ, воден от интереса си към изобразителното изкуство и постъпва в Художествената академия „Бел арте“, в курса по живопис на проф. Николае Григореско (1838 – 1907), но поради липса на средства не успява да завърши.
По-късно, поддтикван от желанието си да се образова и усъвършенства в изкуството, заминава за Русия – в Москва изучава живопис при художника Иля Репин. а също така, вдъхновен от религиозната живопис, посещава курсовете по църковна стенопис и иконопис.
След завръщането си в България, Никола Тахтунов се установява да живее в гр. Добрич, където преминава и голямата част от живота му.
Никола Тахтунов живее в сложно историческо време – след Руско – Турската война (1877 -1878), България десетилетия наред е с плаващи граници и животът на българските интелектуалци е посветен на националноосвободителната мисия и изграждане на новата държава.
През 1908 г. става четник и опълченец при Яне Сандански и член на Македоно-Одринската революционна организация, 1912 – 1913 г., по време на Балканската война е доброволец в Македоно-одринското опълчение.
След войните и трайното завръщане на г. Добрич в границите на българската държава, Никола Тахтунов се отдава на работата по изграждане и утвърждаване на културния живот в града и се заема с обществена, културна и преподавателска дейност.
Преподава рисуване в родния си град Котел, а също в Балчик, Сливен, Кюстенджа, но основната му учителска дейност е в гр Добрич.
Негови внучки са Николета Калева – дарила 11 картини на дядо си и художничката Елена Ботева.

## Творчество
- Живопис

Има повече от 17 самостоятелни изложби в градовете Добрич, Кюстенджа, Крайова, Тулча, Букурещ, Галац, Темишвар, Балчик, Добрич, Силистра и др.
- Иконопис

След обучението си в Москва, Никола Тахтунов заминава за Атон. В Света Гора работи няколко години в руския манастир Св. Панталеймон като иконописец и зограф. Негови икони има в българския Зографски манастир, в Хилендарския манастир и др.
- Стенописи

В манастира Св. Панталеймон в Атон зографисва кубетата на храма.
През 1924 г. рисува стенописите в параклиса на Военното гробище на гр. Добрич.

## Произведения
Изкуството му има основополагаща роля в историята на Художествената галерия на г. Добрич. Там са съхранени 32 негови живописни произведения.
- Старият Добрич, 65/45 см
- Пейзаж с бурно море, 51/62 см
- Морски пейзаж, 31,5/53,4 см
- Пейзаж с четири помакини, 42/58 см
- Пейзаж от Родопите, 53/72 см
- Воденица, 39,6/60 см
- Горски пейзаж, 54/60 см
- Семеен портрет – д-р Байчев и жена му, 101/90 см
- Портрет на Колю Мокрев, 75/60 см
- Портрет на Пенко Цонков, 90,5/59,5 см
- Край софрата, 131/180 см
- Камен бряг, 70/107 см
- Овчар със стадо, 90/125 см
- Момиче със стомна, 49/24 см
- Овчар в планината, 84/150 см
- Морски пейзаж, 35/50 см
- Селянин, 39/29 см
- Портрет на Лаз, 25/16 см
- Портрет на дядо Пано, 31/21 см
- Портрет на овчар с кожух, 32/22 см
- На брега, 30/16 см
- Портрет на българин с калпак и антерия, 31/22 см
- Море с нос Калиакра, 10/20 см
- Глава на казак, 28,5/22,5 см
- Обущарски работник, 54/39 см
- Натярморт чушки и домати, 20/31 см
- Натярморт ябълки и круши, 21/31 см
- Гора край езерото, 38/54 см
- Портрет на липованец, 18/12 см
- Гора, 38/54 см
- Планински пейзаж, 100/65 см
- Минало, 34,5/25 см
- Есенен пейзаж, 65/48 см
- Пейзаж, 21,5/41,5 см